# Esprit Holdings
Esprit Holdings Limited (кит. трад.: 思捷環球控股有限公司, SEHK: 330
) — публічна компанія, торговельна корпорація світового рівня, що спеціалізується на виготовленні одягу, взуття, аксесуарів для дому, ювелірних виробів, меблів, товарів для дому під брендом Esprit. Зареєстрована на Бермудських островах.
Компанія має 770 роздрібних крамниць та постачає свою продукцію понад 15.150 гуртовим реалізаторам по всьому світу; володіє 1,1 млн квадратних метрів площі для роздрібної торгівлі в 40 країнах.

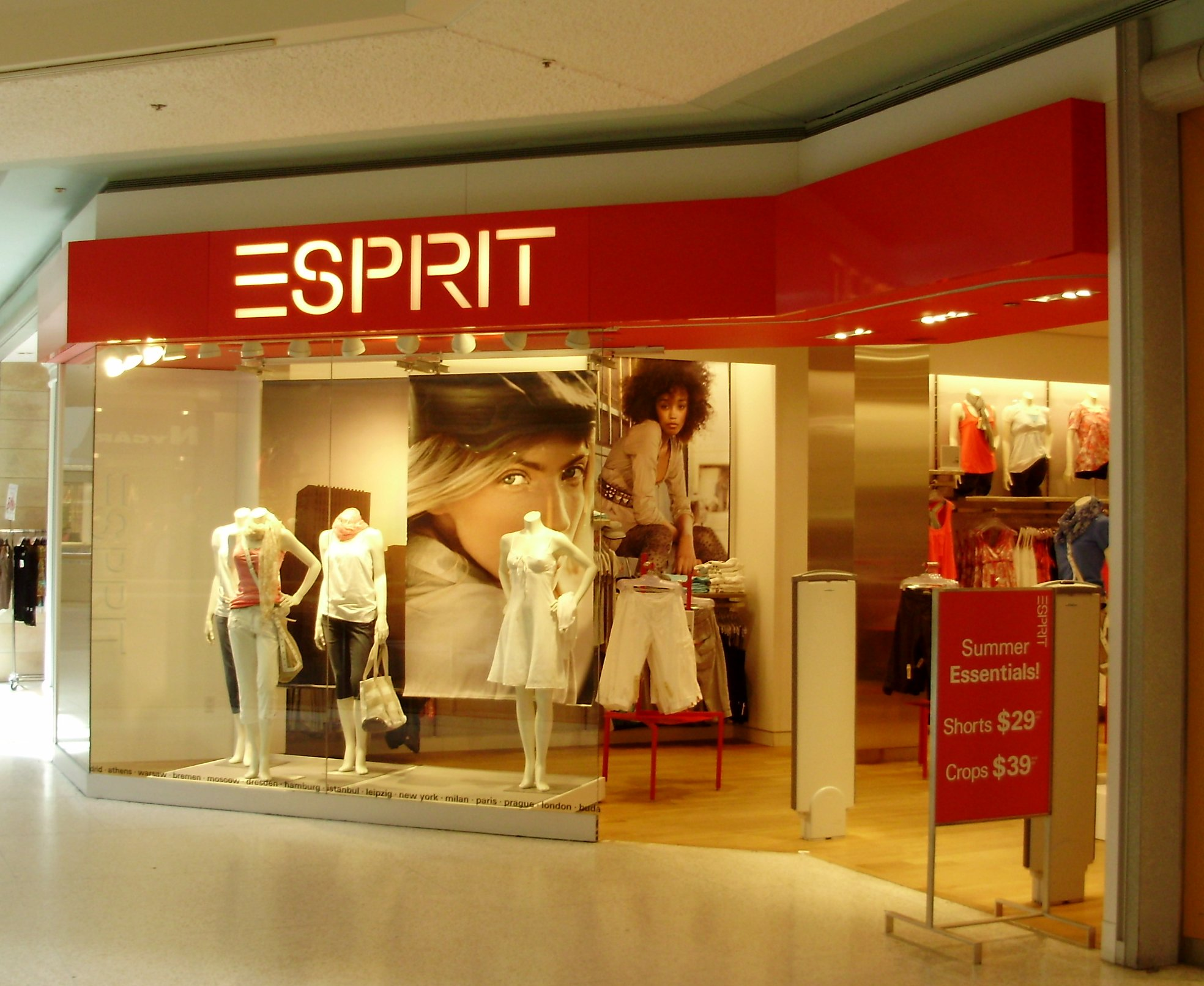
Магазин Esprit у Канаді

1. ↑  Global LEI index
2. ↑  Гонконгська фондова біржа — 1891.